# 毛帕斯峰
42°40′4″N 0°32′44″E / 42.66778°N 0.54556°E

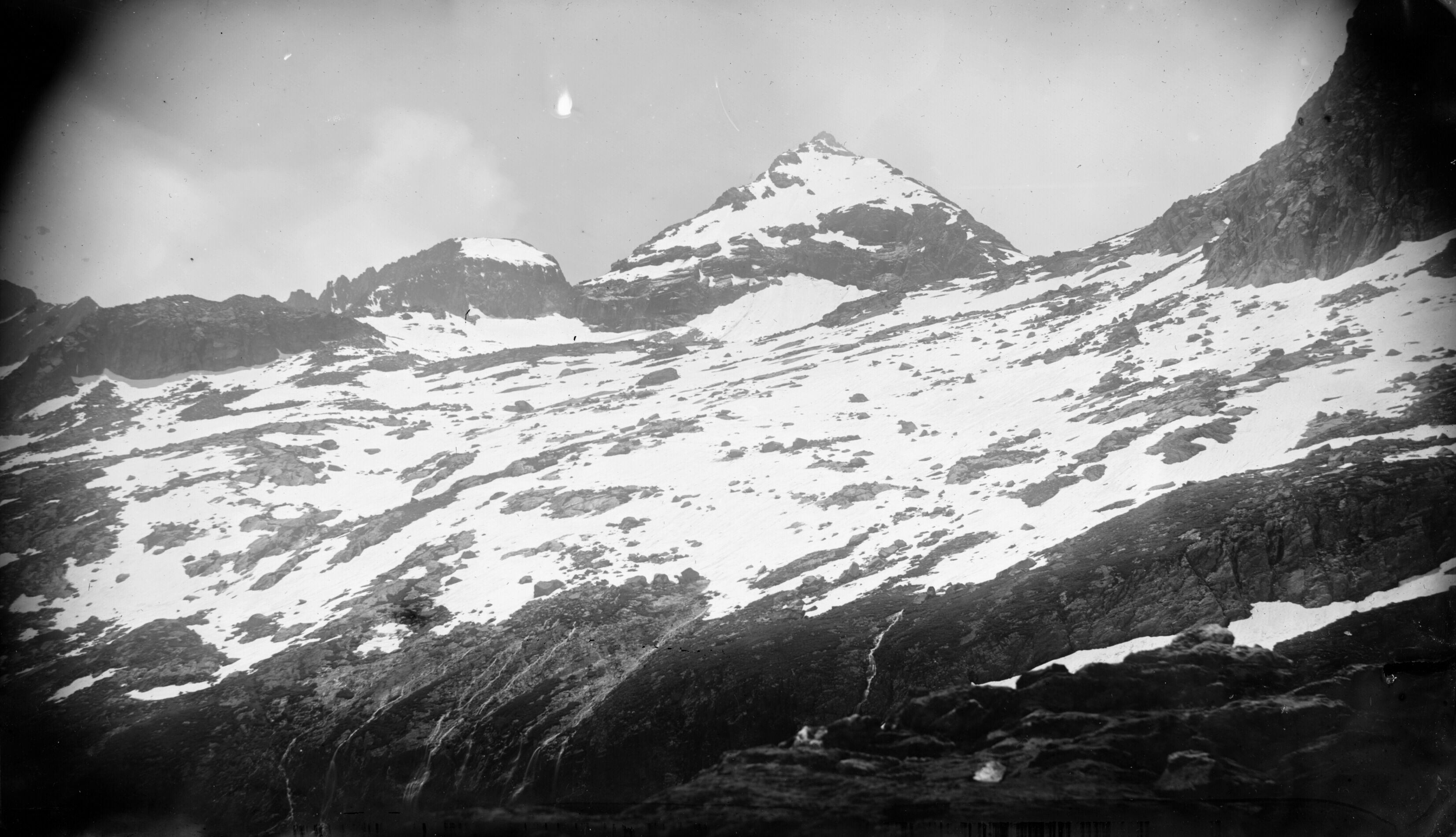

毛帕斯峰（Pic de Maupas），是歐洲的山峰，位於法國西南部上加龍省和西班牙北部阿拉貢自治區之間，屬於比利牛斯山的一部分，海拔高度3,109米，山體由花崗岩組成。